# Roberto Pompei
Roberto Fabián Pompei (né le 14 mars 1970 à Buenos Aires en Argentine) est un ex-footballeur et aujourd'hui entraîneur argentin.